# Zech Group
Die Zech Group SE ist die in Bremen ansässige Muttergesellschaft einer Unternehmensgruppe, die in den Bereichen Bau, Immobilien sowie Hotelentwicklung und -betrieb, tätig ist. Hervorgegangen ist die Gruppe aus einem 1909 in Schlesien gegründeten Baugeschäft. Der Konzern ist nach wie vor weitgehend in Familienbesitz.

## Geschichte
Gustav Zech legte im Februar 1909 den Grundstein für die Zech Group. In der Nähe von Breslau im heutigen Polen gründete er eine Baufirma.
Nach dem Zweiten Weltkrieg fing die Familie in Bremen als kleiner handwerklicher Betrieb neu an. Gustav Zech wirkte gemeinsam mit Sohn Kurt Zech sen. am Wiederaufbau Bremens mit.
1978 übernahm Kurt Zech mit einem Partner die Geschäfte. 1978 entstand die Firma Kurt Zech GmbH an der Verdener Straße und bezog in den 1980er Jahren größere Gebäude An der Funkschneise Nr. 15 in Hemelingen. Aus der Firma Zech-Bau entwickelten sich die Zech Industriebau GmbH und die Zech Immobilien GmbH. Niederlassungen in Hamburg, Rostock und Pritzwalk und Tochtergesellschaften in Wuppertal und Paderborn entstanden.
Aus der Zechbau entwickelte sich eine Unternehmensgruppe, deren Dach heute die Management-Holding Zech Group GmbH bildet. Zur Unternehmensgruppe gehören Bau- und Ausbauunternehmen, Fachplanungsbüros, Immobilienfirmen, Projektentwickler, Hotels, Industriebeteiligungen etc. International agiert das Unternehmen seit einigen Jahren mit der Hochtief do Brasil mit Schwerpunkt in Brasilien und seit 2014 auch in China.
2001 übernahm Zechbau das insolvente Unternehmen Bast-Bau in Erkrath. Im Jahr 2013 wurde die Gustav-Zech-Stiftung als eine klassische vermögensverwaltende Familienstiftung gegründet, die in Immobilien und Unternehmensbeteiligungen investiert, so im Jahr 2015 die Übernahme des insolventen Unternehmens Imtech Deutschland, das als ROM Technik weiter geführt wird. 2016 übernahm die eigenständige Gustav-Zech-Stiftung Teile der insolventen KTG-Gruppe, u. a. das Biogasunternehmen KTG Energie zu einem unerwartet niedrigen Kaufpreis von 5 Mio. Euro.
2018 kaufte die Zech Group das auf Klima- und Kältetechnik spezialisierte Unternehmen Kreisel.
Im Dezember 2019 übernahm die Zech Group alle 16 Tochtergesellschaften des in Frankfurt am Main ansässigen, insolventen Netzwerk-Ausrüsters Euromicron.
Am 20. Dezember 2019 entstand die Zech Group SE (Amtsgericht Bremen, HRB 35188) durch formwechselnde Umwandlung der Zech Group AG (Amtsgericht Bremen, HRB 34841), die am 26. August 2019 durch formwechselnde Umwandlung aus der Zech Group GmbH (Amtsgericht Bremen, HRB 9753) hervorgegangen war.
Im März 2022 erhielt ein Konsortium aus dem Bremerhavener Stahlbauunternehmen Rönner und der Zech Group den Zuschlag zur Übernahme der insolventen Bremerhavener Lloyd-Werft. Neben der insolventen Betriebsgesellschaft Lloyd Werft Bremerhaven GmbH wurde auch die nicht insolvente Besitzgesellschaft Lloyd Investitions- und Verwaltungsgesellschaftgesellschaft mbH übernommen.
Zechbau war in Bremen an verschiedenen Großprojekten beteiligt, unter anderem am Bau der Westkurve des Weserstadions, am Flughafen Bremen, im Schnoor, an der Universität Bremen, am Universum Bremen (2000), an den Messehallen (2001), beim Umbau am Theater am Goetheplatz und am Polizeipräsidium in der Vahr. Mit der Entwicklung und dem Bau des Kö-Bogens in Düsseldorf hat die Zech Group ein Landmark-Projekt realisiert.
In der Vergangenheit geriet die Zech-Gruppe ins Visier der kritischen Öffentlichkeit, teilweise in Zusammenhang mit Spendenaffären. 2002 beschäftigte sich ein parlamentarischer Untersuchungsausschuss der Bremer Bürgerschaft sowie die Staatsanwaltschaft Bremen mit verschiedenen Vorwürfen, darunter Vorteilnahme und Bestechung.

## Struktur der Zech Group
Die Zech Group SE ist eine strategische Management-Holding, unter deren Dach drei Geschäftsbereiche mit jeweiligen operativ tätigen Führungsgesellschaften zusammengefasst sind. Diese Muttergesellschaft koordiniert die Arbeit der drei Sparten, entwickelt die Gesamtstrategie und formuliert die globalen Ziele für die Weiterentwicklung der gesamten Unternehmensgruppe.
Der heutige (2014) geschäftsführende Gesellschafter Kurt Zech übernahm das Geschäft von seinem Vater. Der Geschäftssitz ist in der Bremer August-Bebel-Allee 1, in einer umgebauten ehemaligen Firmenniederlassung von IBM Deutschland. Die Zech Group beschäftigt in mehr als 300 Firmen mit Standorten in Deutschland, Österreich, Schweiz, Brasilien, Argentinien und China über 10.000 Mitarbeiter und erzielte im Jahr 2018 bei einem Umsatz von 2,4 Milliarden Euro eine Leistung von 1,42 Milliarden Euro.
Die Zech Group betreibt drei Geschäftsbereiche: Building (Bau und Gebäudetechnologie), Real Estate (Immobilienentwicklung und -besitz) sowie Hotel (Hotelentwicklung und -betrieb).

### Building
In der Sparte Building ist die ZECH Bau Holding GmbH mit ihren angeschlossenen Unternehmen schwerpunktmäßig im schlüsselfertigen Hoch- und Spezialbau tätig. Mit deutschlandweit 116 Niederlassungen zählt die Zech Bau Holding zu den größten deutschen Familienunternehmen, im Jahr 2019 mit 4578 Beschäftigten national (1103 international) im Bausektor. Im Jahr 2019 wurden mit Bauleistungen an 90 Projekten 1,62 Milliarden Euro erwirtschaftet. Neben den Bauunternehmen gehören Betonfertigteilwerke, ein Gebäudetechnik-Ausstatter sowie Fachplanungsbüros für technische Gebäudeausrüstung bzw. für Gebäudefassaden zum Unternehmensbereich. Außerdem sind Im Bereich der Umwelttechnologie die Unternehmen der Zech Umwelt GmbH angesiedelt und international und mit ihren Tochtergesellschaften in der Altlastensanierung und dem Flächenrecycling mittels Boden-, Luft- und Grundwasserreinigung tätig.
- ZECH Bau SE (Bauunternehmen)
- ZECH Bau Austria GmbH (Bauunternehmen, seit November 2021, vormals Implenia Bau.ges.m.b.H.)
- Zech Hochbau AG (Bauunternehmen, seit Oktober 2021, vormals BAM Deutschland AG) (50 % ZECH Group, 50 % Zech-Stiftung)
- Wayss & Freytag Ingenieurbau AG (Bauunternehmen, rückwirkend zum 1. Januar 2022)
- Muntebau GmbH (Bauunternehmen)
- Kamü Bau GmbH (Bauunternehmen)
- Kamü Projektbau GmbH (Bauunternehmen)
- BWE-Bau Fertigteilwerk GmbH (Beton-Fertigteilwerk)
- Renke Gebäudetechnik GmbH (Technische Gebäudeausrüstung)
- Renke Brandschutztechnik GmbH (Anlagentechnischer Brandschutz)
- Ecotec GmbH (Gebäudetechnik-Fachplanungsbüro)
- InFaCon GmbH (Fassaden-Fachplanungsbüro)
- Ebert Ingenieure GmbH (Planungsbüro, seit 2013)
- DSL Luftsystemtechnik GmbH
- BIT Büro für Integrale Tragwerksplanung GmbH (Planungsbüro)
- Cree GmbH (Holz-Hybridbau)
- Cadolto Modulbau GmbH
- KEC Planungsgesellschaft mbH (Planungsbüro)
- ROM Technik (Imtech-Nachfolger)[16]
- Colonia Elektromontagen GmbH & Co. KG (Planung, Beratung und Ausführung von Projekten der elektrischen Energieinfrastruktur im Hoch-, Mittel- und Niederspannungsbereich)
- Zech Umwelt GmbH
- Zech Sicherheitstechnik
- Zech Transport GmbH
- Zech Water Technology GmbH
- esm GmbH
- HTB Engenharia e Construção S.A. (Baudienstleister in Brasilien, vormals Hochtief do Brasil)
- Construtora Tedesco Ltda. (Bau- und Immobilienunternehmen)
- Alpine Mayreder Construction Co. Ltd. (Baudienstleister in China)
- SiteLog GmbH (Baulogistik)
- SiteLog Infra GmbH (Maschinentechnik, Gerätevermietung)
- ONP Management GmbH (Entwicklung von Offshore-Windparks)
- ICT Facilities GmbH (Beratung, Design, Planung, Bau von Rechenzentren), Gewinner des Deutschen Rechenzentrumspreises 2016, Gewinner des Publikumspreises 2016
- wtec services GmbH (IT-Dienstleister, Data Center, IT-Infrastructur)

### Real Estate
Die Deutsche Immobilien Holding AG bildet mit ihren Tochterunternehmen auf 35 nationalen Standorten (1028 Beschäftigte) und fünf internationalen Standorten (40 Mitarbeiter) den Bereich Real Estate. Zum Leistungsumfang gehören die Projektentwicklung komplexer Maßnahmen im Gewerbe- und Wohnungsbau sowie die Initiierung, Platzierung und Verwaltung von Anlagefonds. Im Bereich Facilitymanagement / Immobilien-Verwaltung betreuen die Geschäftsstellen Immobilien in ganz Deutschland. Im Jahr 2018 wurden bei einem Projektvolumen von 6½ Milliarden Euro 735 Millionen Euro, im Jahr 2019 615 Millionen Euro erwirtschaftet.
- Phoenix Real Estate Development GmbH (Immobilien-Projektentwicklung)
- Zech Immobilien GmbH (Immobilien-Projektentwicklung)
- die developer Projektentwicklung GmbH (Immobilien-Projektentwicklung)
- Deutsche Wohnwerte GmbH & Co. KG (Immobilien-Projektentwicklung)
- Victoria Investment Sp. Z.o.o., Polen (Immobilien-Projektentwicklung)
- Die Wohnkompanie GmbH (Projektentwickler Wohnimmobilien)
- DFH Group GmbH (Fondsinitiator)
- Art-Invest Real Estate GmbH & Co. KG (Investment-, Projektentwicklungs- und Asset-Management-Gesellschaft)
- Zech Immobilien Management GmbH (Immobilien-Verwaltung)
- Deutsche Logistik Holding (Logistik-Immobilien)

### Hotel
Die Hotelsparte verfügt über zwei Hotelbetriebsgesellschaften, die unter der Zech Hotel Holding GmbH bundesweit auf fünfzehn Standorten 24 Häuser mit 4867 Betten betreiben, Mitarbeiterzahl: 1586. Zielgruppen sind Tagungs-, Kongress-, Geschäfts- und Privatreisende. Unter dem Markennamen Atlantic (siehe auch Atlantic Hotel Sail City) hat sich in Norddeutschland aus einer einzelnen Hotelidee eine Hotel-Kooperation von zwölf Häusern entwickelt. Bei den Fünf-Sterne-Luxury-Hotels handelt es sich um Severin's Hotels in Keitum und Morsum auf der Insel Sylt, sowie in Lech am Arlberg. Ein weiteres ist in Rottach-Egern geplant. Daneben führt die Zech Hotels GmbH Vier-Sterne-Häuser in den Ballungsräumen Düsseldorf, Essen, Frankfurt und Leipzig.

## Weitere verbundenen Unternehmen
Außerhalb des Konsolidierungskreises der Zech Group SE existieren weitere, rechtlich selbständige Unternehmen im Besitz des Gesellschafterkreises der Zech Group:

### Schifffahrt
2014 gründete Kurt Zech die Reederei Zeaborn und bestellte zehn Schwergutfrachter bei der chinesischen Werft Taizhou Sanfu Ship Engineering. Anfang Februar 2017 übernahm Zeaborn das Projektfracht-Geschäft (Rickmers Linie) von der Rickmers-Reederei und im August fünf Schwergutfrachter. Im September des Jahres übernahm ein Konsortium unter Beteiligung von Zeaborn die insolvente Rickmers-Reederei. Anfang Februar 2018 übernahm Zeaborn rückwirkend zum 1. Januar 2018 das Reedereigeschäft von E.R. Schiffahrt sowie das zu E.R. Schiffahrt gehörende Befrachtungsunternehmen Harper Petersen.

### Landwirtschaft
Die Gustav-Zech-Stiftung übernahm 2016 die Vermögenswerte der insolventen KTG Agrar SE und KTG Energie AG. Daraus entstanden die Deutsche Agrar Holding GmbH und später die DAH Energie GmbH. Zum Zeitpunkt der Übernahme bewirtschafteten die mehr als 30 Tochterunternehmen der DAH Gruppe rund 20.000 Hektar Agrarflächen und betrieben 22 Biogasanlagen.
Im September 2023 verkaufte die Gustav-Zech-Stiftung die Unternehmen der DAH Gruppe an die Beteiligungsgesellschaft Igneo Infrastructure Partners.

### Gustav-Zech-Stiftung
Die im Jahr 2013 gegründete Gustav-Zech-Stiftung mit Sitz in Vaduz, Liechtenstein, erwirtschaftete 2018 mit 2229 Beschäftigten an 23 Standorten 465 Millionen Euro.